# Stockholmania
Stockholmania är en svensk dokumentärfilm från 1998 i regi av César Galindo. Filmen skildrar några människor liv i Stockholm och deras olika livssituationer.